# كلايتون كليمنس
كلايتون كليمنس (بالإنجليزية: Clayton Clemens)‏ هو عالم سياسة وصحفي أمريكي، ولد في 1958.